# 臺北雙子星弊案
2013年，時任中國國民黨籍臺北市議員兼馬英九辦公室主任賴素如、與其他民意代表和臺北市政府相關官員，涉嫌在台北雙子星建案中索賄，而遭臺北地檢署以貪汙等罪起訴。最終，賴素如被判7年6月有期徒刑、褫奪公權4年、同時沒收犯罪所得100萬元。
之後，時任市長郝龍斌決定廢標雙子星大樓，改由捷運局自建。隨後柯文哲在追查案件同時重新招標大樓。最終由藍天電腦與宏匯集團得標，並於2022年動工。預計最快2027年完工。

## 簡述
台北雙子星為桃園機場捷運相關的重大建案，是時任臺北市市長郝龍斌市長任內新十大建設之首，「台北雙子星」與「臺北松山機場改造」有台北雙國門之稱。
台北雙子星歷經五次流標，2012年10月28日由「太極雙星公司」得標。繳交保證金當天，臺北市政府首開紀錄，將繳交時間由17點延後到24點。官員宣布接到太極雙星傳真的匯款單，但卻在隔日被證實是空頭支票，此次事件後，太極雙星公司的投標資格倍受質疑，同時質疑聲浪也延伸到投標官員護航與評委。
2013年2月中，臺北市政府捷運工程局局長陳樁亮為雙子星案請辭，郝龍斌批准。同年3月，臺北市議員鍾小平赴臺灣臺北地方法院檢察署告發臺北市政府財政局局長邱大展與陳樁亮涉嫌在雙子星開發案中圖利廠商。之後臺北地檢署開始搜索台北市財政局、賴素如律師事務所和其議員辦公室。臺灣臺北地方法院也裁定賴素如與程宏道收押禁見。4月，法務部調查局臺北市調查處以犯罪嫌疑人身分，約談前捷運局長陳椿亮。媒體隨後揭露得標廠商太極雙星是空頭公司，其偽造有馬來西亞商怡保花園與日商森集團（與森大廈無關）出資入股，許多台北市前後任官員都接連被揭發牽涉其中。
2013年7月25日，臺北地檢署認定賴素如涉嫌收賄新台幣100萬元，依貪污等罪嫌將賴等四人起訴。2014年10月，臺北地方法院以收贿罪，判决賴素如十年有期徒刑。2016年8月31日，臺灣高等法院二審以依職務上之行為收受賄賂罪，判處賴素如九年有期徒刑，褫奪公權九年。2018年1月，賴素如被控職務上收賄罪，二審判決賴素如九年徒刑，最高法院撤銷發回更審。2020年4月，高等法院更一審判賴素如七年六個月之有期徒刑，褫奪公權四年，犯罪所得100萬元沒收，可上訴。2020年12月，最高法院駁回上訴，全案定讞。

## 細節
2013年3月27日因臺北雙子星索賄案，賴素如涉嫌向投標業者索取新臺幣一千五百萬元賄款，還表示其中五百萬元是要行賄同黨的議員。賴素如業已取得一百萬元，遭到臺北地檢署檢察官聲請羈押。 
賴素如原以為神不知鬼不覺，殊不知法務部調查局已經對其監聽多時，甚至找來狗仔隊跟監蒐証，拍下賴與業者相見的相片。賴本來全然否認，經過檢察官提示証據，才表示已經退還一百萬元，但法界人士認為，假如賴已經與業者約定拿錢辦事，就已經構成《貪污治罪條例》期約收賄，就算退錢，也因為犯罪行為已完成，可處七年以上有期徒刑。
3月28日，賴素如開庭中透過律師表示，辭去所有黨職。
3月29日臺北地方法院羈押庭，裁定以新臺幣120萬元交保並限制住居。同日，總統兼國民黨主席馬英九出席「中樞紀念革命先烈」典禮後，表示對賴素如涉案震驚，國民黨要痛切檢討，確實改進。馬英九也發出聲明表示震驚與痛心，並向黨員與國人致歉。
3月29日晚間臺灣高等法院撤銷其交保裁定。公告裁判主文：原裁定撤銷，發回臺灣臺北地方法院。
3月30日早上10點臺北地方法院再度召開羈押庭，同日下午6點，地方法院裁定收押禁見，送至土城女子看守所，其編號為0224。
4月1日，國民黨將賴素如停權處分。
4月2日，臺灣高等法院駁回賴抗告。
4月4日，檢調偵辦雙子星開發弊案，發現太極雙星金主程宏道和合夥人賈二慶討論行賄北市議員賴素如時，以「小花」為代號，一朵小花一百萬元，監聽到「大小姐（指賴）要十朵小花」。
7月25日，檢方偵查終結，認定賴素如涉嫌收賄新台幣100萬元，依公務員對於職務上之行為收受賄賂罪、隱匿貪污所得罪及財產來源不明罪起訴，求處重刑。賴素如主張此筆款項為合法政治獻金，宣稱無罪。
7月26日，全案移審台北地方法院，人工抽籤分案後隨即召開羈押庭，合議庭於19時15分裁定，被告賴素如所涉貪污治罪條例第5條第1項第3款公務員對於職務上之行為收受賄賂罪，為最輕法定本刑5年以上有期徒刑之重罪，且被告賴素如之供述與共同被告彭○銘等人、證人彭○雅等人之陳述有所出入，有待對質、釐清，有事實足認被告賴素如有勾串證人之虞，非予羈押，顯難進行審判或執行，而有羈押之必要，應依刑事訴訟法第101條第1項第2款、第3款予以羈押，並禁止接見、通信。
8月23日，台北地院合議庭做出裁定，同意賴素如以1,500萬新台幣交保候傳，並限制住居、限制出境、限制出海。
2014年10月31日一審判決，賴素如因被控期約索賄1,500萬元，且已經收取前金100萬元，再以臺北市議員職權在臺北市議會提案護航太極雙星團隊，排除其他廠商競爭，遭臺北地方法院依職務上之行為收受賄賂罪判處10年有期徒刑，褫奪公權5年。同案被起訴的臺北市前財政局長邱大展則獲判無罪。
2016年2月18日臺灣高等法院二審判決，北市前財政局長邱大展獲判無罪定讞。
2016年8月31日臺灣高等法院二審判決，依職務上之行為收受賄賂罪判處賴素如9年有期徒刑，褫奪公權9年。
2018年1月，賴素如被控收賄案，最高法院撤銷發回更審。
2020年4月，高等法院更一審判賴素如7年6月有期徒刑，褫奪公權4年，犯罪所得100萬元沒收，可上訴。12月，最高法院駁回上訴，全案定讞。

## 影響
賴素如因本案被戴上手銬、以囚車送往土城女子看守所，編號「0224」。程宏道則遭收押禁見。
與此同時，陳樁亮與邱大展下台。其中邱大展以背信罪起訴，改任悠遊卡董事。2016年，獲判無罪確定。。
雙子星弊案被視為繼林益世索賄案後，標榜清廉的馬英九政府的再度重創。案發當時就已經有網友貼圖，諷刺國民黨政府有「北素如、中朝卿、南益世、西伯源、東麗貞」。 2020年，上報總主筆陳嘉宏在回憶過去政府時，也提及林益世案與賴素如案，為馬英九政府後期失去執政支持的起點。並與陳水扁政府的高捷外勞弊案相提並論。。
案發過程中，賴素如的辯護律師要求閱卷被拒，因而聲請釋憲。2016年，大法官做出737號解釋，說明拒絕提供辯方閱卷違憲。2017年，立法院通過修正刑事訴訟法，允許被告和其辯護人在偵查中檢閱卷宗，除非法院另外限制。基於聲請釋憲的經過，該次修法也被俗稱為「賴素如條款」。